# デラルツ・ツル
デラルツ・ツル（Derartu Tulu、1972年3月21日 - ）は、エチオピア出身の女子陸上競技選手。

## 経歴
1972年、ケネニサ・ベケレと同じベコジ村で生まれた。1992年、バルセロナオリンピックの陸上女子10000mで金メダルを獲得。エチオピア人女性初の金メダリストとなって一躍国民的な憧れの存在となり、それ以降生まれた多くの女の子が「デラルツ」という名前を付けられるほどだった。
1995年、イングランドで開催されたIAAF世界クロスカントリー選手権では、行く途中にアテネの空港で24時間睡眠なしで足止めされスタート1時間前に現場に到着した状態であったものの優勝している。
1996年のアトランタオリンピックの10000mは4位で惜しくもメダルを逃したが、1998年の出産を経て、2000年のシドニーオリンピックの10000mでは五輪記録で金メダルを獲得。また、シドニーオリンピックの開会式ではエチオピア選手団の旗手を務めた。
マラソンにも挑戦し、2001年にはロンドンマラソンと東京国際女子マラソンで優勝。2004年のアテネオリンピックでは10000mで銅メダルを獲得した。2009年のニューヨークシティマラソンでは37歳で優勝した。
2018年にエチオピア陸上競技連盟の会長に就任。
2019年に来日し、スポーツ庁の鈴木大地長官と会談。また、2020年東京オリンピックでエチオピアのホストタウンとなった茨城県笠間市を視察し、市内の中学生を対象とした陸上競技教室を開催した。
2023年秋の外国人叙勲で、「スポーツを通じた日本・エチオピア間の友好親善に寄与」した功労により旭日小綬章を受章。